# Stenoonops dimotus
Stenoonops dimotus är en spindelart som beskrevs av Arthur M. Chickering 1969. Stenoonops dimotus ingår i släktet Stenoonops och familjen dansspindlar.
Artens utbredningsområde är Jamaica. Inga underarter finns listade i Catalogue of Life.